# Armin Alker
Armin Alker (* 1956 in Offenbach am Main) ist ein deutscher Kameramann.
Alker studierte Visuelle Kommunikation in Offenbach und kam 1982 zum Hessischen Rundfunk, wo er nach einigen Jahren eine Festanstellung erhielt. Er filmte für die Reihen Tatort oder Polizeiruf 110 sowie zahlreiche Fernsehfilme. 

## Filmografie (Auswahl)
- 1985: Tatort – Automord
- 1987: Tatort – Blindflug
- 1997: Tatort – Eulenburg
- 1997: Tatort – Das Totenspiel
- 1998: Tatort – Gefährliche Zeugin
- 1999: Tatort – Der Tod fährt Achterbahn
- 2000: Tatort – Mord am Fluss
- 2000:  Polizeiruf 110 – Totenstille
- 2001: Polizeiruf 110 – Bis unter die Haut
- 2001: Tatort – Unschuldig
- 2002: Polizeiruf 110 – Grauzone
- 2003: Polizeiruf 110 – Abseitsfalle
- 2004: Tatort – Janus
- 2004: Tatort – Herzversagen
- 2005: Tatort – Wo ist Max Gravert?
- 2006: Tatort – Das letzte Rennen
- 2006: Bettis Bescherung
- 2007: Ein spätes Mädchen
- 2008: Tatort – Der frühe Abschied
- 2008: König Drosselbart
- 2009: Sieben Tage
- 2011: Tatort – Eine bessere Welt
- 2011: Tatort – Der Tote im Nachtzug
- 2011: Ein guter Sommer
- 2012: Tatort – Es ist böse
- 2012: Tatort – Im Namen des Vaters
- 2012: Rotkäppchen
- 2013: Tatort – Wer das Schweigen bricht
- 2015: Tatort – Das Haus am Ende der Straße
- 2016: Kaltfront
- 2016: Tatort – Es lebe der Tod
- 2017: Viel zu nah